# Largo (Sofia)

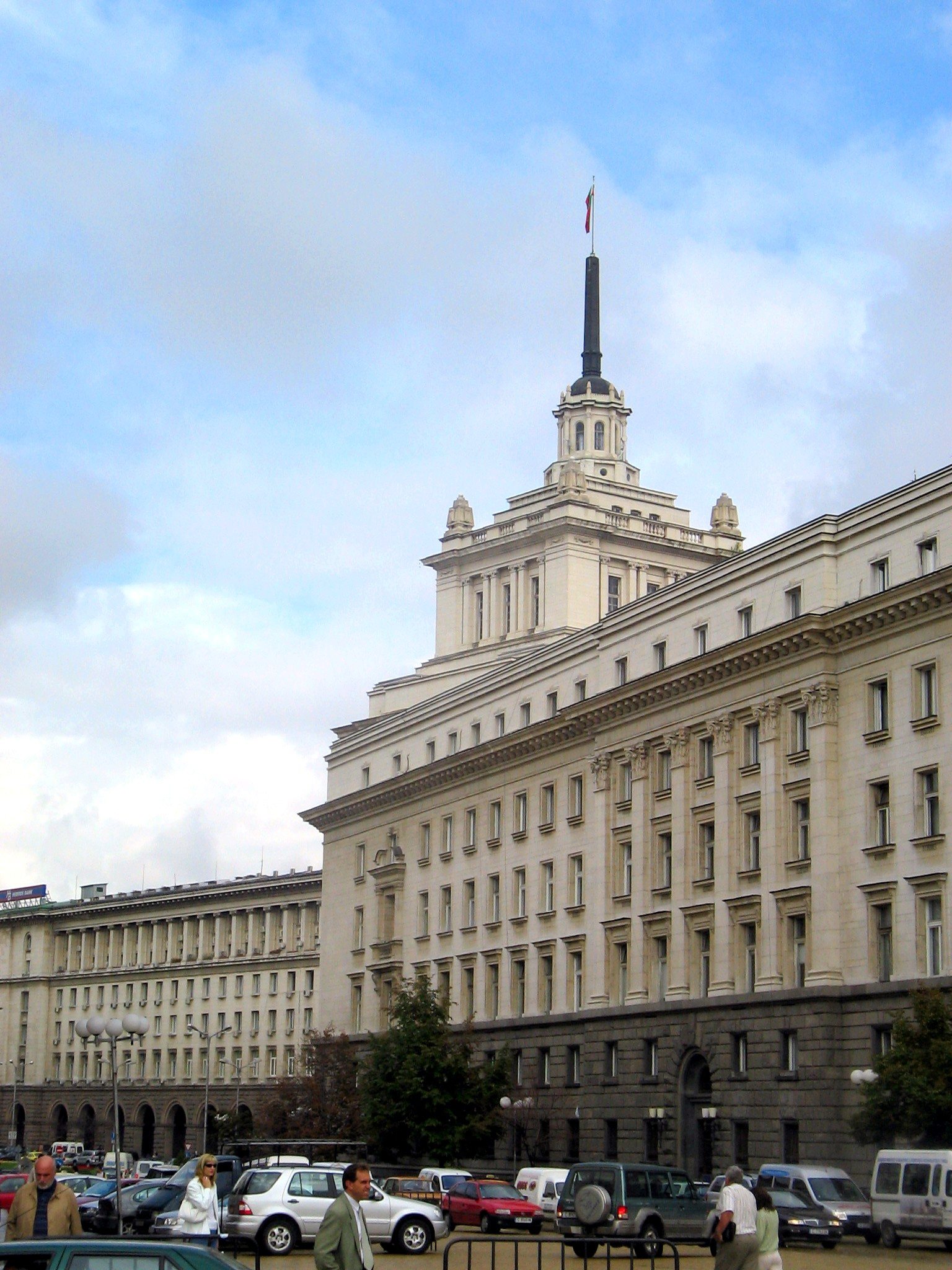
Zicht op het Largo vanuit het oosten

Het Largo (Bulgaars: Ларго, definitieve vorm Ларгото, Largoto) is een architectonisch ensemble van drie gebouwen in het centrum van Sofia, de hoofdstad van Bulgarije. Ze zijn ontworpen en gebouwd in de jaren 50 van de 20e eeuw met de bedoeling om het nieuwe representatieve centrum van de stad te worden. Vandaag de dag wordt het beschouwd als een van de belangrijkste voorbeelden van Socialistisch Classicisme in Zuidoost-Europa,  alsmede een van de belangrijkste bezienswaardigheden van Sofia.
Het gebouwencomplex bestaat uit drie delen. In het midden het voormalige hoofdkwartier van de inmiddels opgeheven Bulgaarse Communistische Partij, nu gebruikt door het Bulgaars parlement. Daarnaast staat aan een kant een gebouw waar een warenhuis en het kabinet is gevestigd. Aan de andere kant huist het kabinet van de president, het ministerie van onderwijs en een hotel.
Het Largo werd gebouwd na een decreet in 1951 van de raad van ministers. Een gebied in het centrum van de stad dat door bombardementen in de Tweede Wereldoorlog beschadigd was, werd in de herfst van 1952 vrijgemaakt om plaats te maken voor nieuwbouw. Het partijhuis is ontworpen door een team onder architect Petso Zlatev en in 1955 voltooid. Een jaar later was ook het kantoor klaar van het ministerie van Elektrificatie, later gebruikt door de Raad van State en vandaag de dag door de president. Dit gebouw was het werk van Petso Zlatev, Petar Zagorski en andere architecten. Ten slotte volgde in 1957 het deel met het warenhuis, ontworpen door een team onder Kosta Nikolov. De fontein tussen het kabinet van de president en het reeds bestaande nationaal archeologisch museum werd geplaatst in 1958. Op het Largo heeft ook een standbeeld van Vladimir Lenin gestaan. Dit beeld is na de val van het communisme verwijderd en in 2000 vervangen door een beeld van Sint Sophia.
Het ensemble staat aan het Onafhankelijkheidsplein, ploshtad Nezavisimost. Dit plein vormt de samenkomst van de Knjaz Aleksandar Dondukovboulevard en Tsaar Osvoboditelboulevard uit het oosten, die ten westen van het Largo doorgaan als Todor Aleksandrovboulevard. Onder dit plein bevinden zich ruïnes van de Thracische en Romeinse stad Serdica, die zichtbaar zijn gemaakt vanaf het plein. Ze zijn deel gemaakt van wandelroutes die toegang bieden tot de naburige metrostations.
Na de politieke veranderingen na 1989 werden de symbolen van het communisme verwijderd van het Largo. De meest symbolische daad was wel het door middel van een helikopter verwijderen van de rode ster die op een paal boven het voormalige partijhuis stond. Daarbij werd de ster vervangen door de vlag van Bulgarije. In de jaren 90 van de 20e eeuw is gesuggereerd architectonische aanpassingen te doen aan het partijhuis, dat soms wordt beschouwd als een imposant overblijfsel van een te vergeten ideologie.

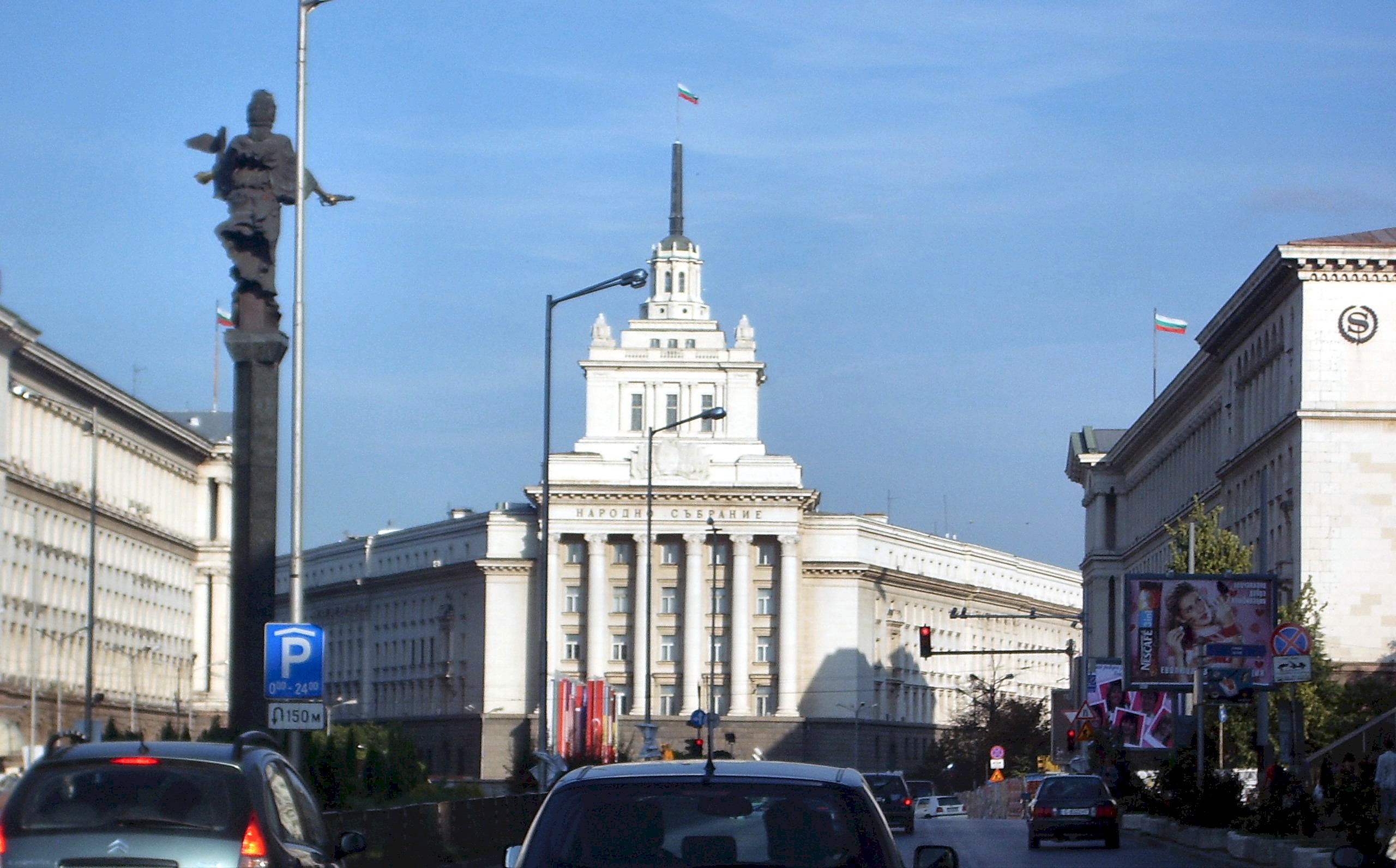
van links: TZUM, voormalig partijhuis en kabinet van de president
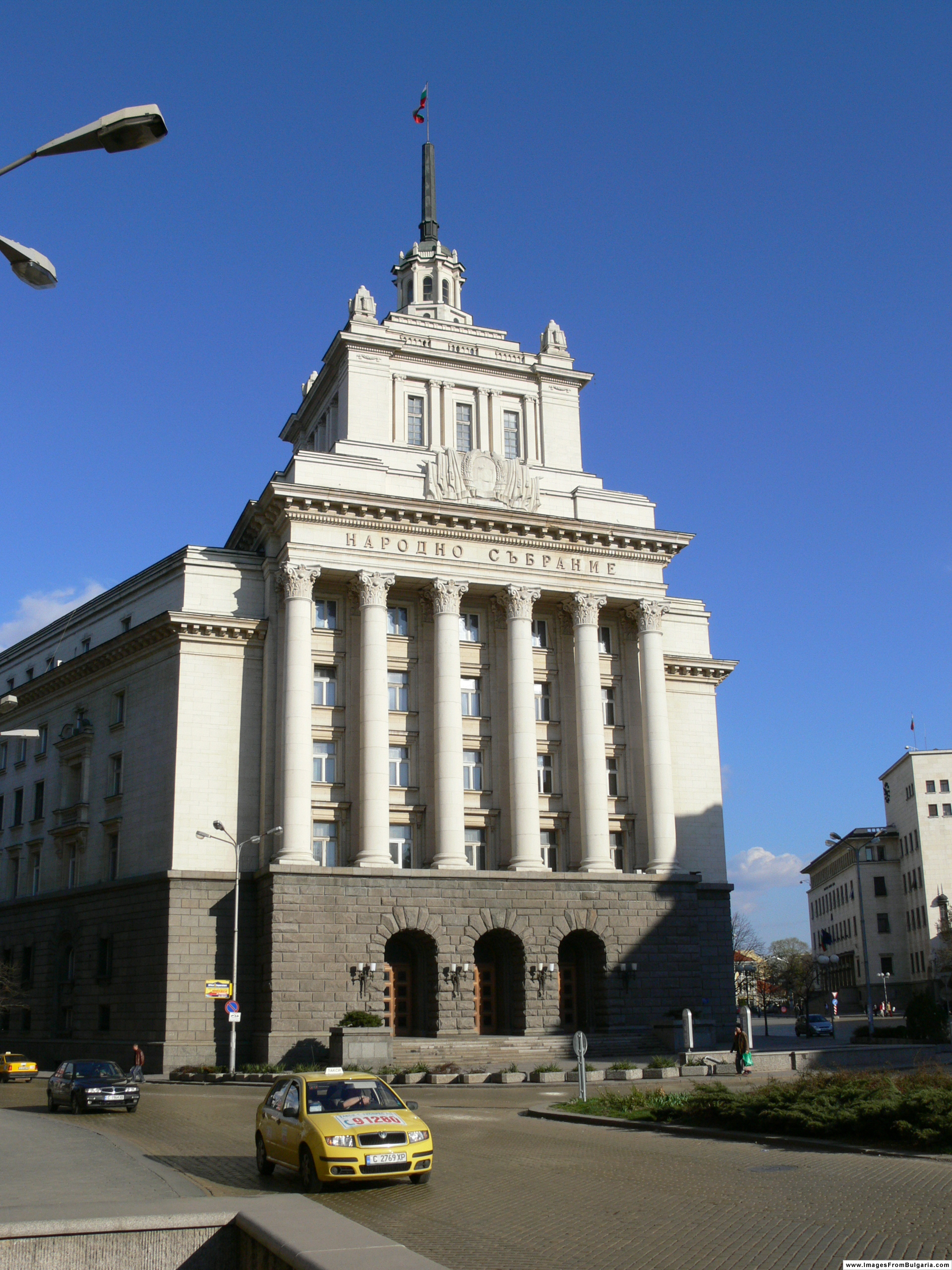
Voormalig partijhuis
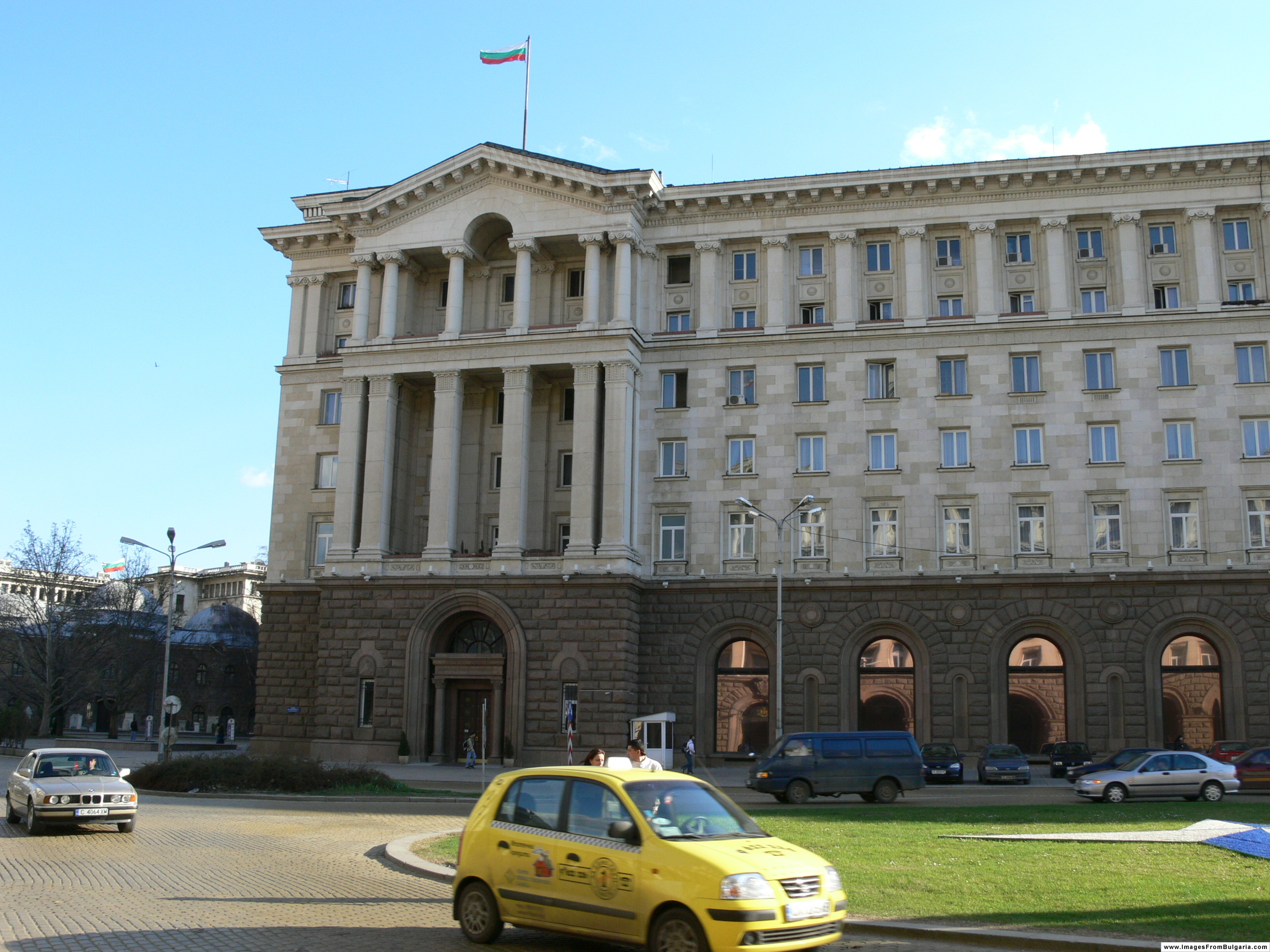
Kabinet van de president
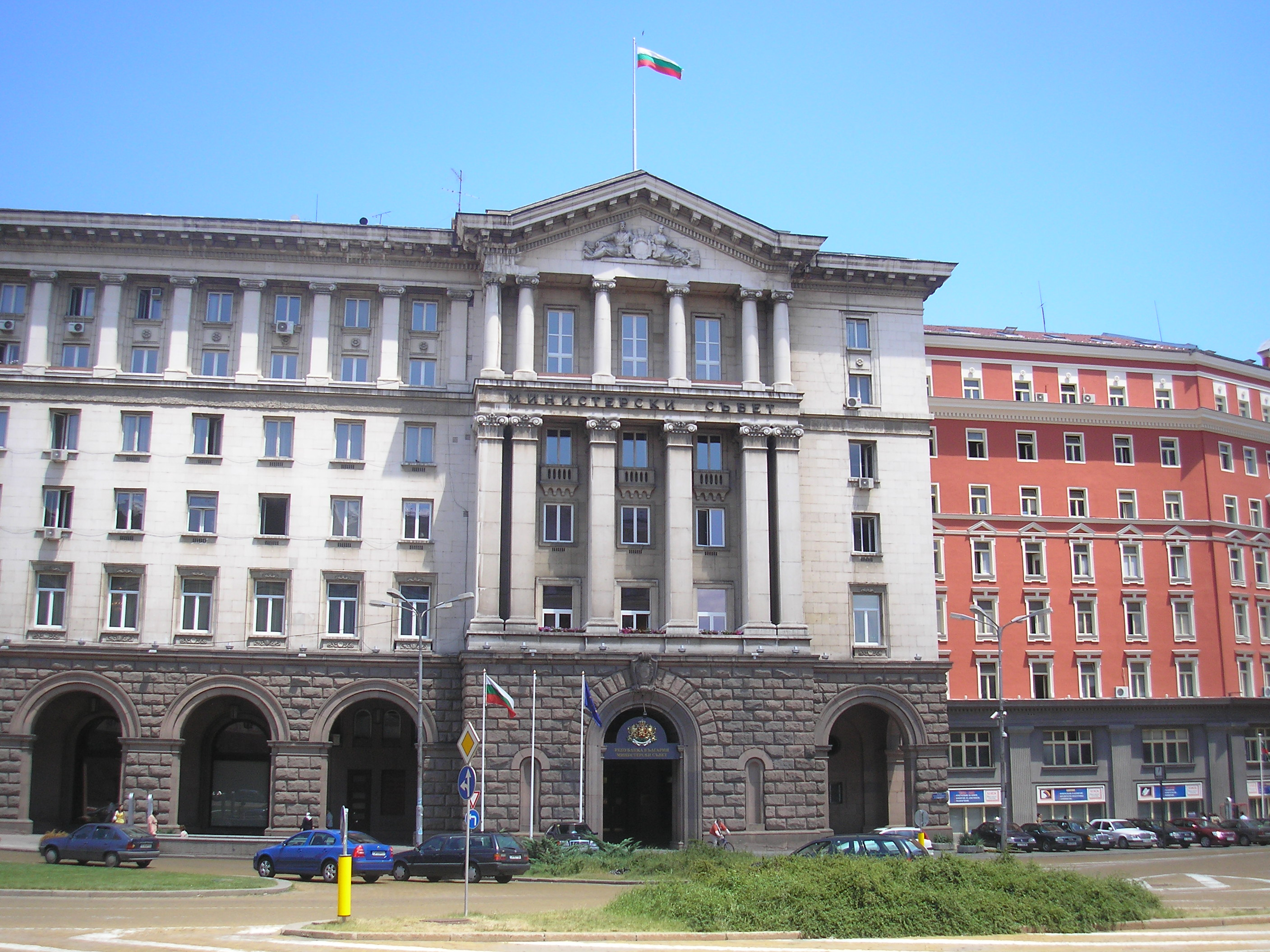
Ministerraad
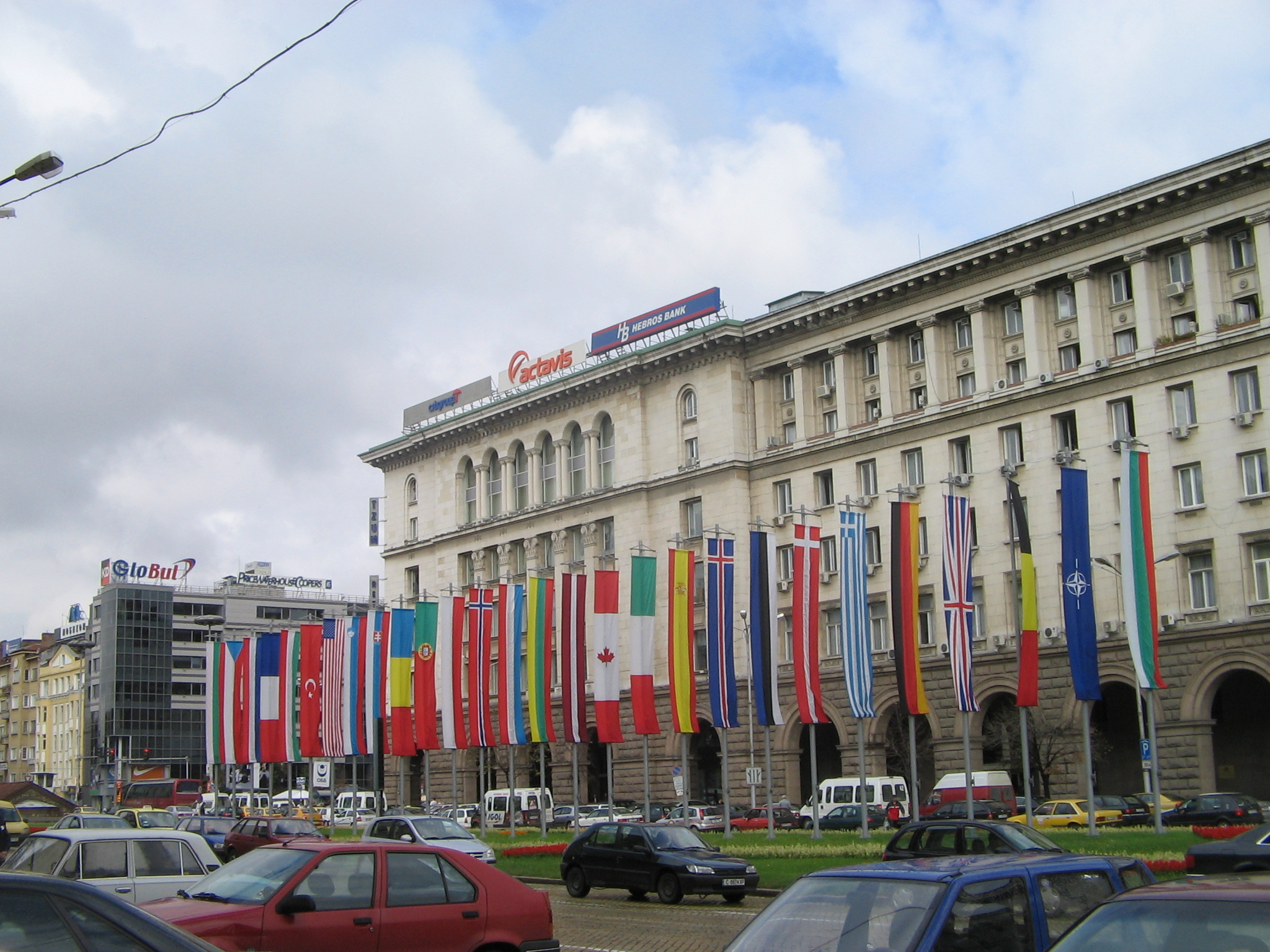
TZUM
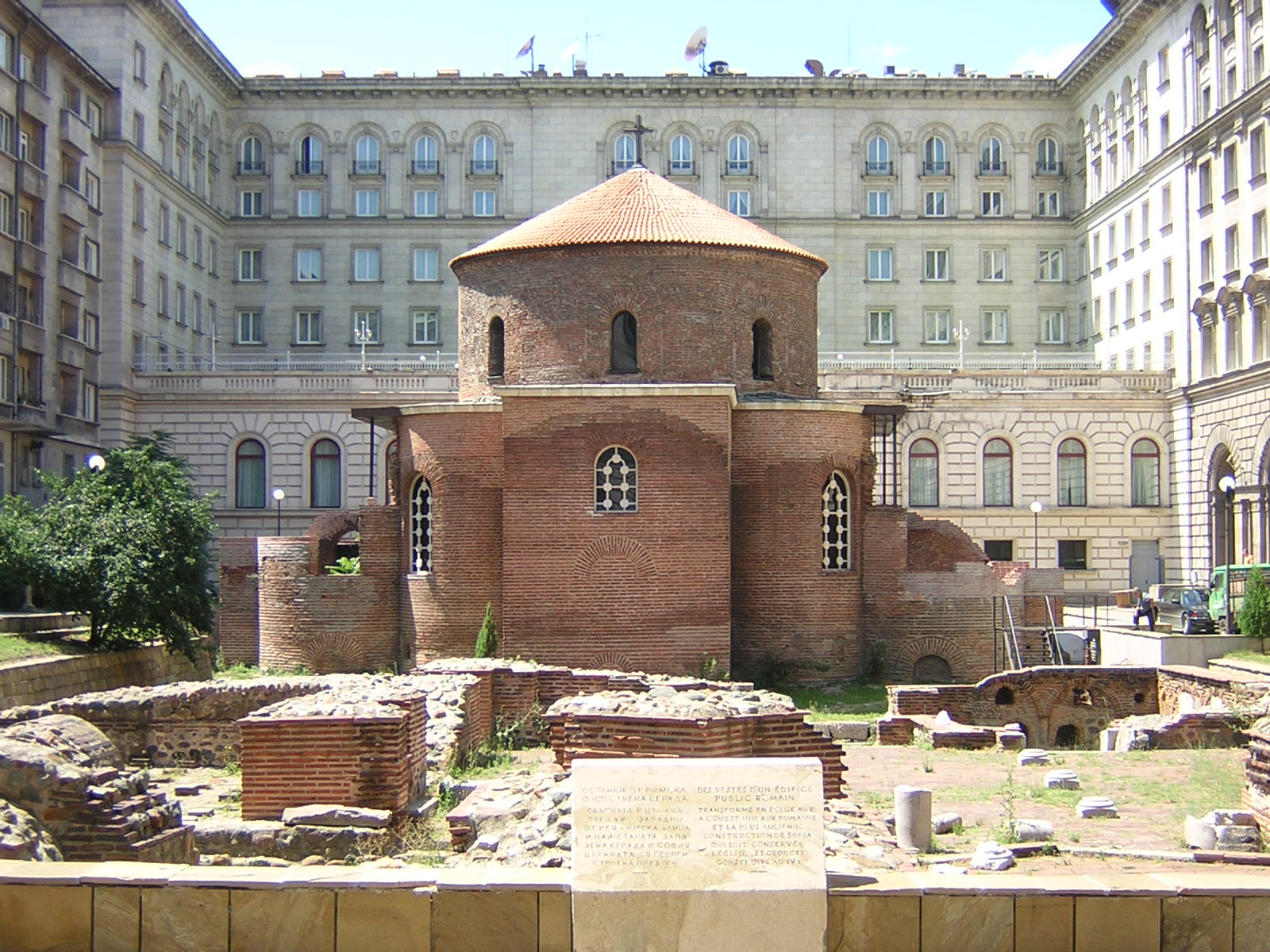
De vierde-eeuwse Sint-Joriskerk achter het Sofia Hotel Balkan
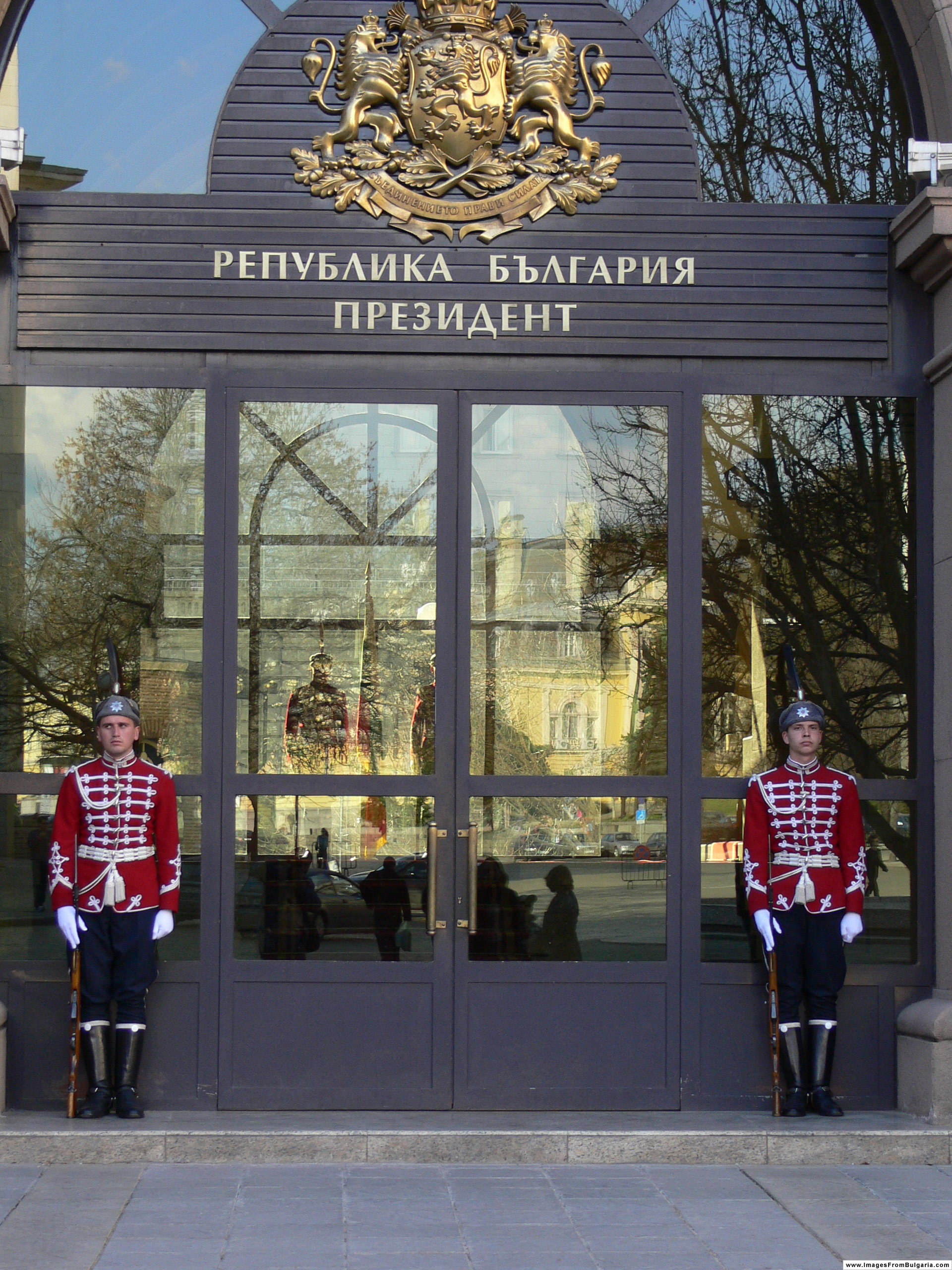
Wachters voor de hoofdingang van het kabinet van de president